# Осе ле Плен
Осе ле Плен (фр. Aucey-la-Plaine) насеље је и општина у северној Француској у региону Доња Нормандија, у департману Манш која припада префектури Авранш.
По подацима из 2011. године у општини је живело 450 становника, а густина насељености је износила 47,92 становника/km². Општина се простире на површини од 9,39 km². Налази се на средњој надморској висини од 10 метара (максималној 61 m, а минималној 5 m).

## Демографија
| 1962. | 1968. | 1975. | 1982. | 1990. | 1999. | 2011. |
| ----- | ----- | ----- | ----- | ----- | ----- | ----- |
| 416   | 444   | 442   | 419   | 430   | 362   | 450   |

График промене броја становника у току последњих година